# Marcos Giron
Marcos Andres Giron (* 24. července 1993 Thousand Oaks, Kalifornie) je americký profesionální tenista. Ve své dosavadní kariéře na okruhu ATP Tour vyhrál jeden singlový turnaj. Na challengerech ATP a okruhu ITF získal osm titulů ve dvouhře a pět ve čtyřhře.
Na žebříčku ATP byl ve dvouhře nejvýše klasifikován v srpnu 2024 na 37. místě a ve čtyřhře v srpnu 2022 na 194. místě. Trénují ho Karue Sell s Maximem Tabatruongem. Dříve tuto roli plnili Evan Lee a Robby Ginepri.
Spojené státy americké reprezentoval na odložených Letních olympijských hrách 2020 v Tokiu, kde v mužské dvouhře podle ve druhém kole Japonci Keiovi Nišikorimu.

## Tenisová kariéra
V letech 2012–2014 hrál univerzitní tenis za Kalifornskou univerzitu v Los Angeles (UCLA). V závěrečné sezóně vyhrál jako jedenáctý hráč z UCLA dvouhru na celonárodním mistrovství NCAA a následně se v červenci 2014 stal profesionálem.
V rámci hlavních soutěží událostí okruhu ITF debutoval v květnu 2010 v kalifornském Carsonu, turnaji dotovaném 50 tisíci dolary. Na úvod podlehl Kanaďanu Peteru Polanskému z konce druhé světové stovky. Během září 2013 si v této úrovni tenisu odvezl premiérový titul z Claremontu po finálovém vítězství nad krajanem Dennisem Novikovem.

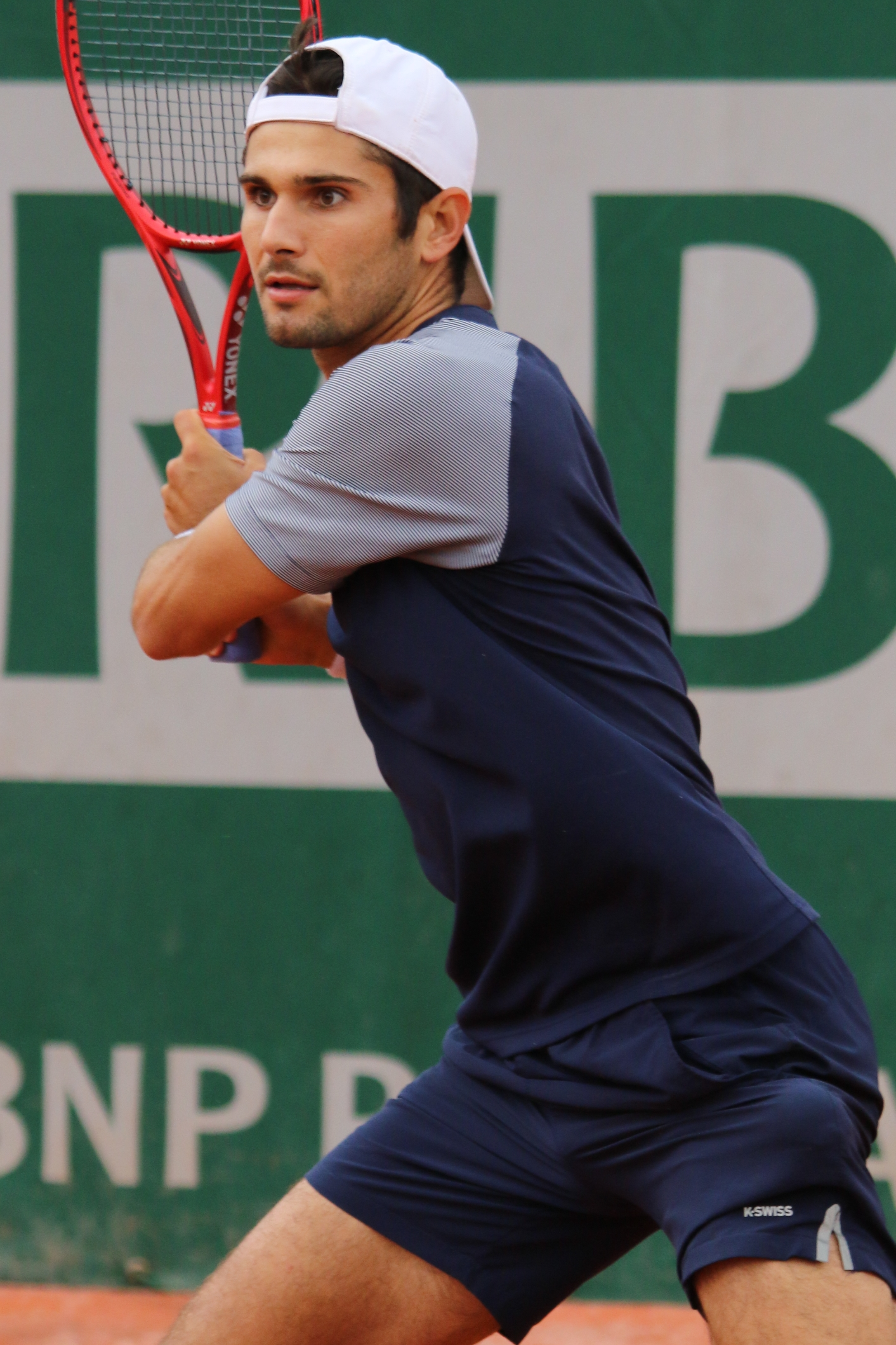
Bekhend v kvalifikaci French Open 2019

Na okruhu ATP Tour debutoval srpnovým Winston-Salem Open 2014, kde prošel kvalifikačním sítem. Na úvod dvouhry jej však vyřadil Kazach Oleksandr Nedověsov. O dva týdny později zaznamenal grandslamovou premiéru, když obdržel divoké karty do dvouhry i čtyřhry US Open 2014. V singlové soutěži jej zastavil třináctý nasazený Američan John Isner. V deblu pak s krajanem Kevinem Kingem nezvládli první kolo proti Srbu Dušanu Lajovićovi a Portugalci Joãu Sousovi. V prosinci 2015 podstoupil operaci pravé kyčle a během února 2016 levého kyčelního kloubu, což v sezóně 2016 způsobilo jeho více než osmiměsíční absenci. Jako 217. hráč žebříčku se probojoval z indianwellské kvalifikace BNP Paribas Open 2019 v sérii ATP Masters, po dramatickém boji se Srbem Miomirem Kecmanovićem. Ve druhé fázi navazující dvouhry porazil Australana Alexe de Minaura a skončil na raketě Kanaďana Milose Raonice. Bodový zisk jej po turnaji posunul do první světové dvoustovky.
Po newyorském Western & Southern Open 2020 pronikl mezi sto nejlepších tenistů. Na žebříčku ATP mu tak 31. srpna 2020 patřila 96. příčka. Další týden vyhrál na US Open 2020 první grandslamové utkání poté, co zdolal Australana Marca Polmanse v pěti sadách. Ve druhém kole však nenašel recept na Srba Filipa Krajinoviće. Shodný scénář mělo o měsíc později French Open 2020, kde v pětisetové bitvě odvrátil mečbol Francouzi Quentinu Halysovi, ale ve druhém kole nestačil na Brazilce Thiaga Monteira. Člena elitní světové dvacítky premiérově přehrál na říjnovém European Open 2020 v Antverpách, kde udolal čtrnáctého muže klasifikace Davida Goffina. Zástupce světové desítky vyřadil na navazujícím Rolex Paris Masters 2020 v Paříži, desátého v pořadí Mattea Berrettiniho.

## Finále na okruhu ATP Tour

### Dvouhra: 3 (1–2)
| Legenda                   |
| ------------------------- |
| Grand Slam (0)            |
| Turnaj mistrů (0)         |
| ATP Tour Masters 1000 (0) |
| ATP Tour 500 (0)          |
| ATP Tour 250 (1–2)        |

| Stav      | č. | datum         | turnaj                   | kategorie | povrch    | soupeř ve finále  | výsledek           |
| --------- | -- | ------------- | ------------------------ | --------- | --------- | ----------------- | ------------------ |
| Finalista | 1. | září 2022     | San Diego, Spojené státy | ATP 250   | tvrdý     | Brandon Nakashima | 4–6, 4–6           |
| Finalista | 2. | únor 2024     | Dallas, Spojené státy    | ATP 250   | tvrdý (h) | Tommy Paul        | 6–7(3–7), 7–5, 3–6 |
| Vítěz     | 1. | červenec 2024 | Newport, Spojené státy   | ATP 250   | tráva     | Alex Michelsen    | 6–7(4–7), 6–3, 7–5 |

## Tituly na challengerech ATP a okruhu ITF
| Legenda                |
| ---------------------- |
| Challengery (2 D; 2 Č) |
| ITF (6 D; 3 Č)         |

### Dvouhra (8 titulů)
| Č. | datum         | turnaj                       | povrch | poražený finalista   | výsledek                 |
| -- | ------------- | ---------------------------- | ------ | -------------------- | ------------------------ |
| 1. | září 2013     | Claremont, Spojené státy     | tvrdý  | Dennis Novikov       | 6–0, 7–5                 |
| 2. | září 2013     | Laguna Niguel, Spojené státy | tvrdý  | Jarmere Jenkins      | 4–6, 6–1, 6–1            |
| 3. | březen 2014   | Calabasas, Spojené státy     | tvrdý  | Jason Jung           | 6–4, 4–6, 6–4            |
| 4. | květen 2016   | Berkeley, Spojené státy      | tvrdý  | André Göransson      | 5–7, 7–6(7–5), 6–4       |
| 5. | leden 2017    | Long Beach, Spojené státy    | tvrdý  | Collin Altamirano    | 7–6(7–3), 6–1            |
| 6. | květen 2017   | Fu-čou, Čína                 | tvrdý  | Alexander Sarkissian | 7–5, 6–4                 |
| 1. | leden 2019    | Orlando, Spojené státy       | tvrdý  | Darian King          | 6–4, 6–4                 |
| 2. | listopad 2019 | Houston, Spojené státy       | tvrdý  | Ivo Karlović         | 7–5, 6–7(5–7), 7–6(11–9) |

### Čtyřhra (5 titulů)
| Č. | datum         | turnaj                      | povrch    | spoluhráč          | poražení finalisté                 | výsledek      |
| -- | ------------- | --------------------------- | --------- | ------------------ | ---------------------------------- | ------------- |
| 1. | červenec 2013 | Pittsburgh, Spojené státy   | antuka    | Connor Smith       | Christopher Mengel Jason Tahir     | 6–3, 6–3      |
| 2. | září 2013     | Costa Mesa, Spojené státy   | tvrdý     | Mackenzie McDonald | Keith-Patrick Crowley Matt Fawcett | 6–3, 6–2      |
| 3. | srpen 2015    | Saskatoon, Kanada           | tvrdý     | Farris Fathi Gosea | Patrick Davidson Matt Reid         | 6–3, 6–2      |
| 1. | únor 2019     | Dallas, Spojené státy       | tvrdý (h) | Dennis Novikov     | Ante Pavić Ruan Roelofse           | 6–4, 7–6(7–3) |
| 2. | březen 2019   | Indian Wells, Spojené státy | tvrdý     | JC Aragone         | Darian King Hunter Reese           | 6–4, 6–4      |